# Zeus (trojanski konj)
Zeus, ki ga imenujejo tudi ZeuS ali Zbot, je računalniški virus (trojanski konj). Zeus je postal najbolj uspešen del botnet programske opreme na svetu. Lahko se uporablja kot sredstvo za številna kazniva dejanja, njegova glavna naloga pa je kraja bančnih informacij.

### Podrobnosti grožnje
Zeus lahko povzroči različno škodo na računalnikih, ki jih okuži, vendar ima v večini dve najbolj pomembni in najbolj dejavni funkciji. Kot prvo, Zeus ustvari botnet, ki je omrežje več naprav (računalnikov), ki ga nadzoruje kontrolni strežnik pod nadzorom lastnika virusa. Botnet omogoča masovno zbiranje informacij ali izvršuje obsežne napade. Druga funkcija Zeus-a se odraža kot Trojanski virus, ki je ustvarjen za krajo bančnih poverilnic. To doseže s prepoznavo bančne spletne strani, ki jo uporabnik v tistem času uporablja, in posname podatke, ki jih uporabnik vtipka, ko se v spletno stran prijavi. 
Prvotno je Trojanski virus okužil le Windows operacijski sistem, novejše oblike tega virusa pa so našli tudi že na operacijskem sistemu Android, BlackBerry in Symbian. Nekatere oblike lahko torej okužijo tudi mobilne naprave.

### Zgodovina
Virus je bil prvič zaznan leta 2007. Največji napad, ki ga je povzročil Zeus je bil oktobra leta 2010. FBI je naznanil, da so hekerji v Južni Evropi okužili veliko računalnikov po celem svetu. Virus se je nahajal v elektronski pošti ter okužil vsak računalnik na katerem je elektronska pošta bila odprta. Virus se je naložil in aktiviral sam takoj zatem, ko je pošta bila odprta ter kradel pomembne informacije kot so gesla, številke računov ter druge podatke, ki so povezani s spletnim bančnim računom. Hekerji so nato uporabili ukradene podatke za prevzem bančnega računa žrtve ter nepooblaščeno prenašali več tisoč dolarjev v enem prenosu. 
Več kot 100 ljudi je bilo aretiranih in obtoženih bančne goljufije in pranja denarja, 90 v ZDA ostali pa v Veliki Britaniji in Ukrajini. Člani so ukradli več kot 70 milijonov dolarjev. 
Leta 2013 je bil aretiran Hamza Bendelladj. V poročilih je pisalo, da je Hamza glavni iznajditelj Zeus-a. Obtožen je bil upravljanja z SpyEye botnet in osumljen upravljanja z Zeus botneti. Prav tako je bil obtožen goljufije in zlorabe računalnikov. 
Pozneje leta 2010 so številni prodajalci internetne zaščite potrdili, da se je izumitelj Zeus-a upokojil, vendar hkrati opozarjajo, da je upokojitev lahko le krinka ter da se virus lahko pojavi v novi obliki in z novimi triki. 

### Odkritje in odstranitev
Zeus odkrijemo zelo težko, tudi s posodobljenimi antivirusnimi programi. Težavnost odkritja je razlog, da je Zeus postal najbolj razširjen botnet: 3.5 milijonov prenosnih računalnikov je bilo okuženih z virusom samo v ZDA. Strokovnjaki za varnost svetujejo, da poslovneži omogočijo usposabljanje posameznikov in jih naučijo kako zaznati nevarne povezave in elektronska sporočila, da ne aktivirajo nalaganje virusa ter posodabljanje antivirusnih programov. Anti-virusni programi ne zagotavljajo preprečitve okužbe, zagotavljajo preprečitev nekaterih poskusov aktiviranja virusa. 

### Kako se zaščitimo?
Najpomembneje je, da se izogibamo spletnim stranem, ki ponujajo brezplačno vsebino, ki jo lahko prenesemo na svoj računalnik. Prav tako je zelo pomembno, da v elektronski pošti ter na različnih spletnih straneh ne odpiramo URL-povezav, za katere nismo prepričani da so varna. V elektronskih sporočilih ni varno odpirati URL-povezave, ki jih nismo pričakovali, čeprav so od posameznika ali podjetja, ki ga poznamo, kajti če je oseba, ki jo poznamo okužena z virusom, se lahko okužimo tudi sami. Največkrat se virus nahaja v elektronskih sporočilih, ki naj bi bila namenjena oglaševanju. Za najmočnejšo zaščito še vedno velja posodobljen antivirusni program.